# 淮陽郡 (朝鮮)
淮陽郡（：／ Hoiyang gun */?）是朝鮮民主主義人民共和國江原道中部的一個郡，位於太白山脈和廣州山脈的交接處。北漢江流經。面積540平方公里，1991年人口約100,893人。下分1邑、25里。
高句麗為各連城郡，新羅時期為連城郡。高麗稱伊勿城、交州。1310年起稱淮陽。